# Rubén Blanco Veiga
Rubén Blanco Veiga (Mos, Província de Pontevedra, 25 de juliol de 1995) és un futbolista professional gallec que juga com a porter per l'Olympique de Marsella.

## Carrera esportiva
Blanco es va formar al planter del Celta de Vigo. Va jugar el seu primer partit com a sènior a només 16 anys, amb el Celta de Vigo B a la segona divisió B.
El 26 de maig de 2013, a dos mesos del seu 18è aniversari, Blanco va debutar a La Liga i amb el primer equip, entrant com a suplent de Javi Varas a la mitja part, després que aquest patís una greu lesió d'espatlla, i va mantenir la porteria a zero en una victòria per 2–0 fora de casa contra el Reial Valladolid. Va mantenir el lloc al següent partit, el darrer de la temporada 2012-13, contribuint a la victòria per 1–0 a casa contra el RCD Espanyol i mercès a la qual el Celta va assolir de mantenir la categoria.
Blanco va jugar vuit partits a la Copa del Rei de 2015–16 abans de la derrota en semifinals per un total de 6–2 davant el Sevilla FC. Al començament de la lliga 2015-16, va jugar diversos partits com a substitut de Sergio Álvarez. El 3 de gener de 2016, va rebre una targeta vermella per una falta contra Nordin Amrabat en una derrota per 2-0 contra el Màlaga CF.
A la 2016–17, Blanco va fer el seu debut continental quan l'equip va arribar a les semifinals de la Lliga Europa de la UEFA. Va jugar quatre partits de grups de la UEFA Europa League 2016-2017, començant amb l'empat 2-2 contra l'AFC Ajax a Balaídos el 20 d'octubre. Després de cinc aparicions a la lliga 2017–18, va succeir Álvarez com a porter titular sota l'entrenador Juan Carlos Unzué. Va ser expulsat el 16 d'octubre de 2017 per tirar a terra Jonathan Calleri en una victòria a domicili per 5-2 contra la UD Las Palmas.
Blanco va signar un nou contracte el juny del 2018, fins al 2023. El 9 de novembre de 2019, en una derrota per 4-1 davant el FC Barcelona, va superar el jugador Padrón, dels anys 50, com el porter més jove de la història del club en arribar als 100 partits; tots dos tenien 24 anys.
A l'inici de la temporada 2021–22, Blanco va perdre el seu lloc davant el veterà Matías Dituro, a qui abans havia desplaçat de l'equip B del Celta.